# بوبي جولدسبورو (مغني)
بوبي جولدسبورو (بالإنجليزية: Bobby Goldsboro)‏، هو مغني وكاتب أغاني ومغني بوب أمريكي، ولد في 18 يناير 1941 كان لديه سلسلة من أغاني البوب والكانتري في الستينيات والسبعينيات من القرن الماضي، بما في ذلك أغنيته رقم 1 «هوني Honey»، والتي بيع منها أكثر من مليون نسخة في الولايات المتحدة، وأغنية «الصيف المرة الأولى (Summer (The First Time»، التي صعدت إلى قائمة أفضل عشرة أغاني في المملكة المتحدة.
توقف عن الدراسة وغادر الكلية بعد سنته الثانية لمتابعة مهنة موسيقية، وعزف على الجيتار لروي أوربيسون من عام 1962 إلى عام 1964.
حصيلته من البومات مسجلة بالاستوديو هي (30 البوم) و (27 البوم مختارات من أغانيه)، وأكثر من 60 أغنية منفردة صعدت قوائم أفضل الأغاني حول العالم.

## وصلات خارجية
https://www.bobbygoldsboro.com/ بوبي جولدسبورو (مغني)
https://www.imdb.com/name/nm0325993/ بوبي جولدسبورو (مغني)
https://www.discogs.com/artist/104732 بوبي جولدسبورو (مغني)
http://www.jerseygirlssing.com/RonnieRadioPage.html بوبي جولدسبورو (مغني)
https://www.allmusic.com/artist/bobby-goldsboro-mn0000075540/discography بوبي جولدسبورو (مغني)
https://www.billboard.com/music/bobby-goldsboro بوبي جولدسبورو (مغني)
https://www.youtube.com/watch?v=UKAeeGnAYBo بوبي جولدسبورو (مغني)
https://www.youtube.com/watch?v=87ruZX5JdCk بوبي جولدسبورو (مغني)
https://secondhandsongs.com/artist/1881/works بوبي جولدسبورو (مغني)